# Déplacement (linguistique)
Pour les articles homonymes, voir Déplacement.
Le déplacement est la capacité d'un langage à évoquer des entités absentes ou non-existantes, ou des événements ayant eu lieu dans le passé ou qui auront lieu dans l'avenir. Il est généralement admis que cette capacité est spécifique au langage humain.
En 1960, Charles F. Hockett avance que le langage humain comprend 13 traits conceptuels (design features) qui le distinguent du langage animal :

« Il semble que l'homme est presque unique dans sa faculté de parler de choses qui sont éloignées dans l'espace ou dans le temps (ou les deux), par rapport au moment et au lieu où se déroule la communication. Cet aspect — le “déplacement” — semble totalement absent des émissions vocales de ses plus proches parents, bien qu’il apparaisse dans la danse des abeilles,. »

## En grammaire générative
En grammaire générative, un déplacement est une opération consistant à modifier l'ordre de deux constituants adjacents d'une phrase dans des conditions définies par une transformation. C'est le cas par exemple dans la transformation pronominale en français (on dit aussi qu'il y a permutation). Par exemple, Pierre voit le loup → Pierre voit le → Pierre le voit.

### Citations originales
1. ↑  (en) « Man is apparently almost unique in being able to talk about things that are remote in space or time (or both) from where the talking goes on. This feature—“displacement”—seems to be definitely lacking in the vocal signaling of man's closest relatives, though it does occur in bee-dancing. »